# Bilibino

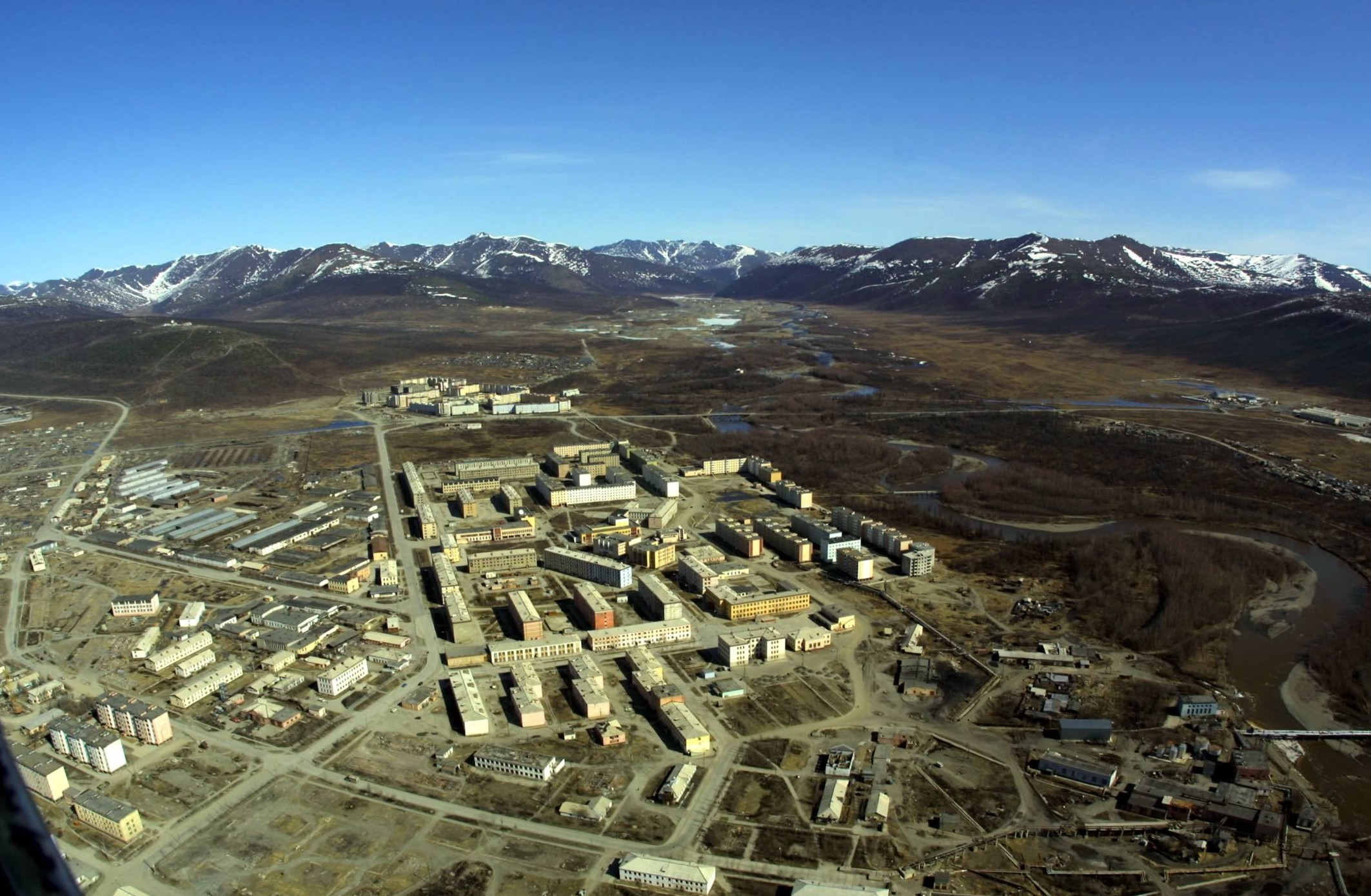
Luftaufnahme von Bilibino

Bilibino (russisch Били́бино) ist eine Kleinstadt im Autonomen Kreis der Tschuktschen im Nordosten Sibiriens. Sie hat 5506 Einwohner (Stand 14. Oktober 2010, mit den Ortsteilen Krutoi und Keperweem) und liegt am Fluss Keperweem, 653 km nordwestlich der Oblasthauptstadt Anadyr. Der Ort ist nach dem Geologen Juri Bilibin benannt. Er wurde 1955 nach Goldfunden in der Region gegründet. 1958 bekam Bilibino den Status einer städtischen Siedlung, Stadt wurde es im Jahre 1993.
Die Landschaft um Bilibino ist die Übergangszone zwischen dem Nadelwald und der Tundra in den Tschuwanischen Bergen. Die Region und die Täler des Kleinen Anjui und des Keperweem wurden im 19. Jahrhundert von Russen und Jukagiren übersiedelt, nachdem dort seit etwa dem Jahr 1000 nur Tschuktschen lebten. Im 20. Jahrhundert wurde die Gegend industriell erschlossen, mehrere Minensiedlungen, darunter Bilibino, wurden gegründet. Der Rajon Bilibino verfügt praktisch über kein Straßennetz, lediglich der Hauptort selbst und die Nachbarorte Krutoi und Keperweem, wo es einen Flugplatz gibt, sind durch Allwetterpisten verbunden. Es gibt eine Winterpiste von Nischnekolymsk in Jakutien über Bilibino nach Pewek. Am Ort befindet sich eine Monitoring-Station des SDKM-Systems.
Bilibino ist der Standort des Kernkraftwerkes Bilibino, welches weltweit das einzige Kernkraftwerk in einem Gebiet mit Permafrostboden ist. Das Kraftwerk wurde im Jahre 1974 in Betrieb genommen und besitzt vier Reaktoren mit einer Leistung von je 12 MW. Es versorgt über die ca. 500 km lange 110-kV-Leitung Tschaun-Bilibino auch die Stadt Pewek und bildet zusammen mit dem Heizkraftwerk Tschaun ein Inselnetz.
Bevölkerungsentwicklung
| Jahr | Einwohner |
| ---- | --------- |
| 1959 | 635       |
| 1970 | 10.693    |
| 1979 | 12.711    |
| 1989 | 15.558    |
| 2002 | 6.181     |
| 2010 | 5.506     |

Anmerkung: Volkszählungsdaten

## Söhne und Töchter der Stadt
- Igor Schuwalow (* 1967), Politiker